# سفین کالیش
سفین کالیش (به آلمانی: Sven Kalisch) پیش از این محمد سفین کالیش؛ در ۱۵ سالگی از پروتستانی به شیعهٔ زیدی تغییر دین داد. او دارای کرسی تدریس در رشته کلام اسلامی دانشگاه مونستر آلمان است. کالیش در ۲۰۰۸ اعلام کرد به این نتیجه رسیده که محمد پیامبر ممکن است هرگز وجود نداشته است و یک شخصیت خیالی باشد.

## زندگی‌نامه
سفین کالیش در ۱۵ سالگی از مسیحیت پروتستانی به اسلام تغییر دین داد و شیعهٔ زیدی را برای خود انتخاب کرد. در ۱۹۹۷ دکترای فقه اسلامی را دریافت کرد. کالیش عضو شورای اداری آکادمی مسلمانان آلمان بود و برای مرکز اسلامی شیعیان هامبورگ کار می‌کرد. از ۲۰۰۴ تا ۲۰۱۰ استاد دین اسلام در مرکز مطالعات دینی دانشگاه مونستر بود. کالیش در ۲۰۰۸ و ۲۰۰۹ در وجود تاریخی محمد (همچنین عیسی و موسی) اظهار تردید کرد. او پس از آن دپارتمان خود را به «تاریخ اندیشمندی خاور میانه در دوره پسا-عتیق» تغییر نام داد.